# Repulsiemotor

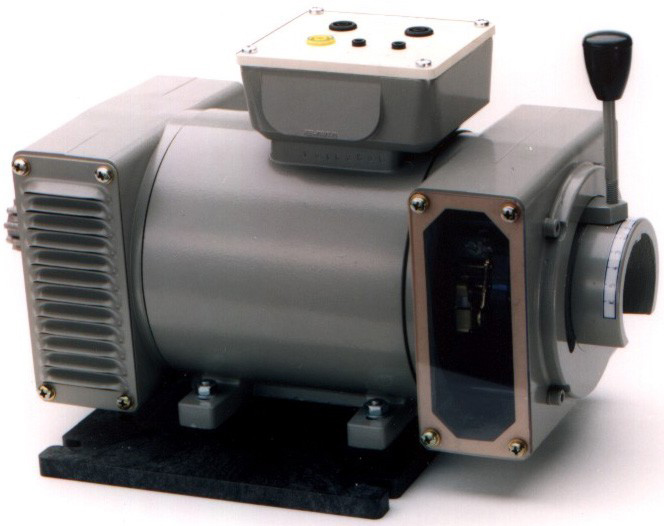
250 W repulsiemotor. Zichtbaar is de hendel waarmee de hoek van de borstelbrug versteld kan worden.

Een repulsiemotor is een type elektromotor die op wisselstroom (AC) werkt. Het werd vroeger gebruikt als tractiemotor voor elektrische treinen (bijv. SR Klasse CP en SR Klasse SL elektrische treinstellen), maar is vervangen door andere type motoren. Repulsiemotoren zijn geclassificeerd als eenfasige wisselstroommotoren.
Bij repulsiemotoren zijn de statorwikkelingen rechtstreeks verbonden met de wisselstroomvoeding en is de rotor verbonden met een commutator en borstelsamenstel, vergelijkbaar met die van een gelijkstroommotor (DC).

## Constructie
Zoals elke elektromotor bestaat de repulsiemotor uit een stator (het stilstaande deel) en een rotor (het ronddraaiende deel), maar er is geen elektrische verbinding tussen de twee. De rotorstroom wordt via inductie (transformatorwerking) door het statorveld gegenereerd. De rotorwikkeling is verbonden met een commutator die in contact staat met een kortgesloten paar koolborstels. Deze borstels kunnen worden verplaatst, om hun hoekpositie te veranderen ten opzichte van een denkbeeldige lijn die door de as van de stator wordt getrokken. Door de hoekpositie van de koolborstels te veranderen kan de motor niet alleen gestart, gestopt en omgekeerd worden, maar ook de snelheid kan gevarieerd worden.

### Dérimotor
Om het gedrag van repulsiemotoren met een enkele borstelset te verbeteren werd door de Hongaarse ingenieur Miksa Déri in 1905 een repulsiemotor ontwikkeld met een dubbele set kortgesloten borstels: één vast en één beweegbaar. Dit maakt een fijnere snelheidsregeling mogelijk en zorgt tevens voor een iets hoger rendement. Nadeel is een hogere slijtage aan de collector en koolborstels, waardoor ook de onderhoudskosten hoger zijn.

## Spanning
De meeste commutatormotoren zijn beperkt tot ongeveer 1500 volt, omdat hogere spanningen aanleiding geven tot het risico van boogvorming over de commutator (rondvuur). Repulsiemotoren kunnen bij hogere spanningen worden gebruikt omdat het rotorcircuit niet elektrisch is verbonden met de voeding.

## Werking
| Neutraal (inactief) | Kortsluiting | Positie voor rotatie met de klok mee | Positie voor rotatie tegen de klok in |
| ------------------- | ------------ | ------------------------------------ | ------------------------------------- |
|                     |              |                                      |                                       |

Repulsiemotoren zijn gebaseerd op het principe van afstoting tussen twee magnetische velden. Beschouw een AC-motor met twee uitspringende polen en een verticale magnetische as. Het anker is verbonden met een commutator en koolborstels. De borstels worden kortgesloten met behulp van een brug met zeer lage weerstand. Wanneer wisselstroom wordt toegevoerd aan de veldwikkeling (stator), induceert deze in het anker een elektromotorische kracht (emk). De richting van wisselstroom is zodanig dat er bovenin een noordpool en onderaan een zuidpool ontstaat. De richting van geïnduceerde emk wordt gegeven door de wet van Lenz, die zegt dat de richting van geïnduceerde emk tegengesteld is aan de oorzaak die deze veroorzaakt. De geïnduceerde emk induceert stroom in de ankergeleiders en de richting van de geïnduceerde stroom hangt af van de positie van de borstels.
Als de kortgesloten borstelbrug zich in de neutrale zone (rustpositie) bevindt dan zal in het anker geen spanning worden geïnduceerd en loopt er in de statorwikkeling slechts een kleine nulllaststroom.

### Draairichting
De draairichting wordt bepaald door de positie van de borstels ten opzicht van het magnetisch veld van de stator. Als de borstels tegen de klok in worden geschoven ten opzichte van de magnetische hoofdas, zal de motor met de klok mee draaien. Worden de borstels met de klok mee geschoven ten opzichte van de magnetische hoofdas dan zal de motor tegen de klok in draaien.

### Koppel- en snelheidsregeling
Het aanloopkoppel van een repulsiemotor wordt bepaald door de hoek van de borstelverschuiving vanaf de magnetische hoofdas. Het maximale koppel wordt verkregen bij een borstelverschuiving van 45 graden. De borstelverschuiving kan indirect ook gebruikt worden om de snelheid van een repulsiemotor te regelen. Als de motor stationair draait, zal het toerental toenemen naarmate het koppel afneemt. Dit is de reden waarom repulsiemotoren nooit onbelast gebruikt mogen worden.

### Remmen
Afremmen met een repulsiemotor kan worden bereikt door de borstelbrug naar de juiste positie te verplaatsen. Als de motor tijdens bedrijf in tegengestelde richting wordt aangedreven dan werkt deze als rem voor de aangedreven machine. Afhankelijk van de aansluiting op het net werkt de motor als tegenstroomrem of als recuperatieve rem. Bij deze laatste fungeert de motor als generator en wordt er energie teruggeleverd aan het elektriciteitsnet.

## Toepassingen
Repulsiemotoren kunnen overal worden gebruikt waar een schokvrije, maar krachtige  aanloop vereist is. Toepassingen omvatten:
- Hogesnelheidsliften
- Elektrische locomotieven
- Ventilatoren en pompen
- Drukpersen
- Textielmachines
- Filmwikkelmachines (soepele handmatige aanpassing van snelheid en richting kan worden bereikt zonder ingewikkelde schakelingen)

Vanwege de complexe mechanische constructie van de verstelbare borstels die benodigd is en de hoge slijtage van de koolborstels en de collector (onderhoudsintensief) worden repulsiemotoren nauwelijks meer toegepast. Ze zijn op grote schaal verdrongen door frequentie geregelde driefasige asynchrone motoren, die robuuster en kosteneffienter zijn.